# Grainger-Museum

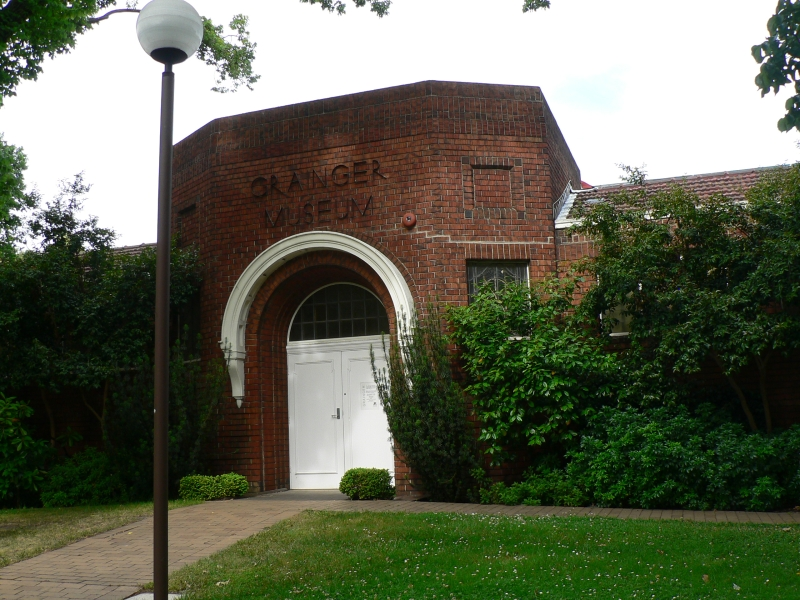
Grainger-Museum

Das Grainger-Museum befindet sich in Parkville auf dem Gelände der University of Melbourne, Victoria, Australien.
Percy Grainger (1882–1961) war ein australischer Komponist und Pianist. Das Museum wurde 1938 eröffnet.